# Bonaventura Sitjar
Bonaventura Sitjar (Porreres, Mallorca, 9 de desembre de 1739 – San Antonio, Califòrnia, 3 de setembre de 1808) fou un missioner franciscà que va servir a Califòrnia fins a la seva mort.
Fou ordenat monjo l'abril de 1758, i es va unir al Col·legi de San Fernando de México. En 1770 va rebre l'ordre d'anar a Califòrnia, i va arribar a San Diego el 21 de maig de 1771.
Va ajudar a fundar la Missió de San Antonio de Padua i hi va servir fins a la seva mort el 3 de setembre de 1808. Durant el seu mandat 3.400 indis foren batejats. Va parlar amb fluïdesa la seva llengua, un dialecte salinan anomenat Antoniaño, Telamé, o Sextapay (després de llur localització). Amb l'ajuda del Pare Miquel Pieras, va escriure un diccionari traduint la llengua a l'espanyol. Tot i que la llista de les paraules no és tan llarga com el diccionari mutsun de la Missió de San Juan Bautista elaborat per Felipe Arroyo de la Cuesta (amb 2884 paraules i frases), el de Sitjar dona la pronunciació i explicacions més completes. Aquest treball forma el setè volum de l'obra de John G. Shea Library of American Linguistics (New York, 1861), i fou publicada de manera separada amb el títol Vocabulary of the Language of the San Antonio Missions (1863).
També va deixar un diari d'una expedició d'exploració que va acompanyar en 1795. En 1797 va participar en la fundació de la Missió de San Miguel Arcángel. El seu cos va ser enterrat en el santuari de la Missió de San Antonio.
Bonaventura Sitjar fou declarat fill il·lustre del seu poble natal, Porreres.